# Réarrangement de Mumm
Le réarrangement de Mumm est une réaction organique de type réaction de réarrangement,. Elle a été décrite pour la première fois par O. Mumm en 1910. Elle décrit un transfert d'acyle 1,3(O-N) d'un imidate d'acyle ou  d'un isoimide pour former un imide.
La réaction est une importante partie de la réaction d'Ugi.